# ابوباکار تاندیا
ابوباکار تاندیا (انگلیسی: Aboubacar Tandia؛ زادهٔ ۳ اکتبر ۱۹۸۳) بازیکن فوتبال اهل فرانسه است.
از باشگاه‌هایی که در آن بازی کرده‌است می‌توان به باشگاه فوتبال ناوال و باشگاه فوتبال ستاره سرخ اشاره کرد.